# Aunou-le-Faucon
Aunou-le-Faucon è un comune francese di 291 abitanti situato nel dipartimento dell'Orne nella regione della Normandia.

## Società

### Evoluzione demografica
Abitanti censiti